# Hemixesma
Hemixesma är ett släkte av fjärilar. Hemixesma ingår i familjen mätare.
Kladogram enligt Catalogue of Life:
| Hemixesma | \| \| Hemixesma anthocrenias \| \| \| \| \| \| Hemixesma illepidata \| \| \| \| \| \| Hemixesma maeviaria \| \| \| \| |
|           | \| \| Hemixesma anthocrenias \| \| \| \| \| \| Hemixesma illepidata \| \| \| \| \| \| Hemixesma maeviaria \| \| \| \| |
|           | Hemixesma anthocrenias                                                                                                |
|           | |
|           | Hemixesma illepidata                                                                                                  |
|           | |
|           | Hemixesma maeviaria                                                                                                   |
|           | |